# Phare du cap Egmont
Le phare du cap Egmont est un phare situé sur le Cape Egmont (en), dans la région de Taranaki (île du Nord), en Nouvelle-Zélande.
Le phare est enregistré par le Heritage New Zealand depuis décembre 2003  en tant que structure de catégorie II.

## Histoire
Le phare a été construit en 1864 par Simpson & Co. dans le district de Pimlico à Londres et il a été installé l'année suivante sur l'île Mana au nord-ouest de Porirua. Cependant, en raison de la confusion avec le phare de Pencarrow Head à l'entrée du port de Wellington, la tour fut démontée en 1877 et repositionnée au cap Egmont.
Le phare a été automatisé en 1986 et, depuis, comme tous les phares néo-zélandais, il est contrôlé à distance à partir d'une salle de contrôle située au quartier général de la "Maritime New Zealand", à Wellington .

## Description
Le phare est une tour cylindrique en fonte, avec lanterne et galerie, de 20 m de haut. Le phare est peint en blanc. Il émet, à une hauteur focale de 33 m, un flash blanc toutes les 8 secondes. Sa portée nominale est de 19 milles nautiques (environ 35 km).

Identifiant : ARLHS : NZL-007 - Amirauté : K4088 - NGA : 4788 .

## Caractéristique dufeu maritime
Fréquence : 8 secondes (W)
- Lumière : 0.1 seconde
- Obscurité : 7.9 secondes

|          |
| Le phare |

|          |
| Le phare |

### Lien connexe
- Liste des phares de Nouvelle-Zélande